# Forte de Santa Clara (Ponta Delgada)
O Forte de Santa Clara localizava-se na cidade de Ponta Delgada, na costa sudeste da ilha de São Miguel, nos Açores.

## História
Esta fortificação foi erguida com a função de repressão ao contrabando no porto de Ponta Delgada.
No contexto da Guerra da Sucessão Espanhola (1702-1714) encontra-se referido como "O Reduto de Santa Clara." na relação "Fortificações nos Açores existentes em 1710".
No contexto da instalação da Capitania Geral dos Açores, o seu estado foi assim reportado em 1767:
"23.° — Forte de Santa Clara. Tem 5 canhoneiras e 1 só peça de bronze boa; precisa 4."
Ao final do século XVIII, a Relação dos Castelos e mais Fortes da Ilha de S. Miguel do seu estado do da sua Artelharia, Palamentas, Muniçoens e do q.' mais precizam, pelo major engenheiro João Leite de Chaves e Melo Borba Gato, informava:
"Os Fortes de S.ta Clara, e Salvação - Ambos na costa do Sul e soburbio da Cid.de totalm.te inuteus segd.o a sua cituação, porq.' não tem q.' defender, por ser toda a costa adjacente inacecivel por mar: tem cada hu' hu'a p.ça de bronze e extrahidas do Castello de S. Braz, qd.o se edificarão p.a pretextar extravios da Fazenda Real, q.' nestas Ilhas tem sido, hem a Mexericordia, e Camara, o alvo d'agitada ambição de meia duzia de monopolistas, e o instrumento, nas suas mãos, de lacerar a probreza, de lhe exgotar o sangue, e aniquilar os braços uteis do Estado como no estado do mapa se demonstra."
O mapa da "Força Militar material existente em S. Miguel em Outubro de 1925", que aponta quatro pontos fortificados com 51 bocas de fogo e respectiva palamenta na ilha, para este forte computa 1 peça de calibre 9 e 1 de 5.
A "Relação" do marechal de campo Barão de Bastos em 1862 informa que tinha um pequeno alojamento e que se encontrava "Em soffrivel estado".
Esta estrutura não chegou até aos nossos dias. Pode ser uma outra designação da Bateria do Alto de Ponta Delgada.

## Características
Constituiu-se em uma simples bateria, artilhada com apenas uma peça. Não foram localizados detalhes complementares sobre a sua edificação ou evolução.